# کوه جانگا
کوه جانگا (به لاتین: Janga) یک کوه در گرجستان است که در سامگرلو-زمو سوانتی واقع شده‌است. کوه جانگا ۵٬۰۸۵ متر بالاتر از سطح دریا واقع شده‌است.